# Jean Martin Adam
Jean Martin Adam (Sigolsheim, 25 agosto 1846 – Bordeaux, 14 gennaio 1929) è stato un missionario e vescovo cattolico francese.

## Biografia
Abbracciò la vita religiosa nella Congregazione dello Spirito Santo e, ordinato prete nel 1897, fu assegnato alle missioni in Gabon.
Nel 1897 fu eletto vescovo di Tmui in partibus e vicario apostolico del Gabon: fondò la congregazione indigena delle suore di Santa Maria di Libreville.
Lasciò la guida del vicariato nel 1914 e si ritirò in patria.

## Genealogia episcopale e successione apostolica
La genealogia episcopale è:
- Cardinale Scipione Rebiba
- Cardinale Giulio Antonio Santori
- Cardinale Girolamo Bernerio, O.P.
- Arcivescovo Galeazzo Sanvitale
- Cardinale Ludovico Ludovisi
- Cardinale Luigi Caetani
- Cardinale Ulderico Carpegna
- Cardinale Paluzzo Paluzzi Altieri degli Albertoni
- Papa Benedetto XIII
- Papa Benedetto XIV
- Papa Clemente XIII
- Cardinale Marcantonio Colonna
- Cardinale Giacinto Sigismondo Gerdil, B.
- Cardinale Giulio Maria della Somaglia
- Cardinale Carlo Odescalchi, S.I.
- Vescovo Eugène de Mazenod, O.M.I.
- Cardinale Joseph Hippolyte Guibert, O.M.I.
- Cardinale François-Marie-Benjamin Richard
- Vescovo Antoine-Marie-Hippolyte Carrie, C.S.Sp.
- Vescovo Jean Martin Adam, C.S.Sp.

La successione apostolica è:
- Vescovo Joseph-Antoine Lang, S.M.A. (1902)